# José Guido Jalil
José Guido Jalil (San Fernando del Valle de Catamarca, Catamarca, 14 de abril de 1927 - San Fernando del Valle de Catamarca, Catamarca, 31 de diciembre de 2010) fue un médico y político argentino, dirigente del partido Movimiento Popular Catamarqueño.  Asumió su mandato como intendente de San Fernando del Valle de Catamarca en 1987.

## Biografía

### Primeros años
José Guido Jalil fue conocido como "Tío Guido". Fue el noveno hijo de José Jalil y de Felisa Estefán, originarios del Líbano. Se recibió de médico y de escribano en la Universidad de Córdoba. Se casó con Evelina Fiani, también hija de libaneses, en el año 1958. Con Evelina Fiani tuvieron ocho hijos: Silvia Beatriz Jalil, José Guido Jalil, Fernando Miguel Jalil, Raúl Jalil, Marta Evelina Jalil, Gabriel Eduardo Jalil, Andrés Emilio Jalil y Javier Ignacio Jalil. El momento de su fallecimiento contaba con 22 nietos.

## Trayectoria política
Fue dirigente del partido Movimiento Popular Catamarqueño.  Asumió su mandato como intendente de San Fernando del Valle de Catamarca en 1987 y  lo finalizó en 1991.
Compitió por la Gobernación contra Hugo Mott en 1973, no siendo favorecido en las elecciones.
En 1987 se impone como intendente de San Fernando del Valle de Catramarca por el Partido Justicialista, siendo el Dr. Vicente Saadi, candidato a Gobernador

### Gestión como intendente  (1987-1991)
En el año 1987 resultó elegido Intendente de la Municipalidad de San Fernando del Valle de Catamarca.

### Fundador del Sanatorio Pasteur de Catamarca
José Guido Jalil se recibió de médico en la Universidad Nacional de Córdoba. Tras haber obtenido su título, regresó a San Fernando del Valle de Catamarca e instaló su consultorio en la casa paterna. Al poco tiempo abrió un consultorio privado frente a la plaza Villa Cubas. Como interesado en la salud, tenía la motivación de crear un sanatorio para la provincia de Catamarca. Luego de conformar una sociedad con otros reconocidos médicos del ámbito catamarqueño se inaugura el 3 de noviembre de 1959 en San Fernando del Valle de Catamarca el Sanatorio Pasteur.